# ポメラニア戦争
ポメラニア戦争（英語: Pomeranian War）は七年戦争の戦役である。この表現は1757年から1762年までのスウェーデン領ポメラニア、プロイセン領ポメラニア、ブランデンブルク辺境伯領の北方およびメクレンブルク＝シュヴェリーン公領の東方におけるプロイセンとスウェーデンの戦いを指す。
この戦争の特徴はプロイセン・スウェーデン両軍の、どちらも決定的な勝利を収めることのなかった一進一退の動きにある。それは1757年、スウェーデン軍のプロイセン領への進出とともに始まったが同軍は撃退され、ロシア帝国軍が来援した1758年までシュトラールズントに封じ込められた。その結果、スウェーデン軍は改めてプロイセン領へ侵攻し、小規模なプロイセン艦隊を撃破し、南方の地をノイルピーンまで占領したにも拘らずプロイセンの主要な要塞であるシュテッティーンを奪うことも、ロシアの友軍と合流することもなく補給不足に陥った末、1759年の後半に戦役を中止した。
1760年1月、スウェーデン領ポメラニアへのプロイセン軍の反攻は撃退され、スウェーデン軍は同年の間、冬に再びポメラニアへ撤退するまでにプロイセン領をプレンツラウまで侵攻した。1761年の夏、プロイセンに対するスウェーデンのさらなる遠征が始まったが、程なくして補給と装備の不足により中止される。両陣営が1762年4月、リーブニッツで停戦に合意する前、この戦争における末期の遭遇戦が1761年から1762年にかけての冬、スウェーデン領ポメラニア国境に近いマルヒーンとノイカレンの近郊で生起している。同年5月5日、ロシアとプロイセンの同盟が今後のロシアからの支援に対する希望を打ち砕き、それどころかプロイセン側に立ったロシアによる介入の危機に直面すると、スウェーデンは講和を余儀なくされた。
この戦争は1762年5月22日、プロイセン、メクレンブルクとスウェーデンが交わしたハンブルクの和約で正式に終了する。1720年、プロイセンへ割譲した領土を回復するというスウェーデンのハット党の希望は阻まれ、不評で犠牲が大きかった戦争は同党の没落に繋がった。

## 背景
スウェーデンが七年戦争に介入した主因は当時権力を握っていたハット党が、プロイセン国王フリードリヒ2世がその多くの敵国に屈し、スウェーデンに大北方戦争末期の1720年、プロイセンに割譲した領土を危険もなく奪還する機会を与えると信じたことである。1756年に試みられた王権によるクーデターに怒り、恐れを抱いたハット党はフリードリヒ2世の没落と、その妹であるロヴィーサ・ウルリカ・アヴ・プレウセンに恥辱を与え、破滅させることも望んでいた。またハット党は、その願望が党の行動にとって重要であったフランスからも宣戦を勧められていたのである。
1756年のフリードリヒ2世によるザクセン侵攻は宣戦の口実に利用され、1648年のヴェストファーレン条約に違反しているとして同条約を保証していたスウェーデン・フランス両国から批難された。1757年3月21日、フランスとオーストリアの政府は協定に合意し、そこでスウェーデンとフランスはヴェストファーレン条約に基づいてドイツの自由を維持しなければならないものとされた。フランスはこのような戦争のため資金援助を約束し、同年6月にはその約束を強調するべくスウェーデン軍20,000名の派兵が決定される。9月13日、その軍はプロイセン領ポメラニアに侵攻した。
この侵攻を侵略戦争（議会の承認なしに侵略戦争は開始できなかった）と思わせないように、スウェーデンは宣戦を布告せず、帝国議会に対してこの進撃の目的はただ平和の回復のみにあると説いた。フランスとその同盟国から約束された資金援助が届いたのは戦争行為が始まってからであり、スウェーデン政府がその状況を明言して宣戦を布告したのはようやく1757年9月22日のことであった。しかしハット党は兵の練度が低く、装備に乏しく、あらゆる意味で戦争の準備が整っていなかったスウェーデン軍の戦力を著しく過大評価していたのである。

## 推移

### 1757年から1758年
ドイツへ派遣されたスウェーデン軍は、すでに連合国が征服した領土を獲得するのが精一杯であったが、必要な資金が無かったにも拘らず攻勢に移る上で必要な準備を整えた。しかしフリードリヒ2世を制圧するための絶対的前提は、1757年11月5日のロスバッハの戦いの勝報が届くと誤っていたことが分かり、スウェーデン軍の司令官であったウンゲルン＝スターンベリ男爵マティアス・アレクサンダー元帥は指揮下の装備劣悪な軍団をベルリンへ進撃させるという政府並びにフランスの外交官、モンタランベール侯マルク・ルネの命令に敢えて従おうとせず、代わりに同年11月、スウェーデン軍がシュトーラルズントとリューゲン島でプロイセン軍にの攻囲を受けていたスウェーデン領ポメラニアへ帰還した。
ウンゲルン＝スターンベリ男爵元帥は1757年12月21日に指揮権をローゼン伯グスタフ・フレドリク少将に譲ったが、ローゼン伯もプロイセン軍に封じ込められ、休止を強いられた。この封鎖は1758年6月18日、侵攻して来たロシア軍によって解かれたが、ローゼン伯は報われない任務に嫌気が差し、指揮権をギュスターヴ・デイヴィッド・ハミルトン中将に委譲する。続いてアウグスティン・エーレンスヴェルト中将が7月27日、ペーネミュンデの丘陵を奪取すると、ハミルトン中将はキュストリンを攻囲していたロシア軍を援護するべく16,000名を送った。しかしロシア軍がツォルンドルフで敗れると、彼は代わりにオーストリア軍と合流するべくザクセンへの進軍を決定する。しかし、彼はブランデンブルク辺境伯領のノイルピーンから先へ進むことはできなかった。同地から派遣した分遣隊は9月26日、トルノウの戦いで大敗を喫したが、カール・コンスタンティン・デ・カーナル少佐は800名を率いてフェールベリンに達すると、同地を約5,000名のプロイセン軍から守り切ることができた。
オーストリア軍のザクセン進攻が失敗した後、ハミルトン中将は10月10日にノイルッピーンを発つとロシア軍との合流を期待し、オーダー川へ向かった。これは上手くいかず、スウェーデン軍は冬営に入る必要から、ハミルトン中将とともにスウェーデン領ポメラニアへ帰還した。政府は同軍の失敗によって彼を批難し、指揮権の返上を迫った結果、ハミルトンは1758年11月23日にそれを受け入れた。同年12月19日、代わって司令官となったのはヤーコプ・アルブレクト・フォン・ランティンクスハウセン中将である。

### 1759年
1759年の初頭、優勢なプロイセン軍はデンミーン、アンクラムとペーネミュンデの各駐屯地を激戦の末に失ったランティンクスハウセン中将にシュトラールズントへの退却を強いた。5月、進撃してきたロシア軍はスウェーデン領ポメラニアを解放したものの、資金と補給の欠如はスウェーデン軍の司令官にとり、遠征が8月まで開始できないことを意味した。その目標はシュテッティーンの攻囲にあり、その準備のためランティンクスハウセン中将はフレドリク・アクセル・フォン・フェルセン少将にウーゼドム島とヴォリン島を奪取するべく4,000名を託した。この目的は9月、フリシェス潟の海戦でスウェーデン海軍が制海権を確保すると達成される。その間に、ランティンクスハウセン中将はプロイセン領ポメラニアの奥地へと進攻するべく軍の主力を率い、そこに長期間にわたって駐留した。しかし、同盟軍との協調の欠如によってシュテッティーンの攻囲は叶わず、晩秋にスウェーデン領ポメラニアへ撤退した。

### 1760年から1762年
その後、プロイセン軍は1760年1月20日にスウェーデン領ポメラニアへ侵攻したが、この時は撃退され、1月28日にはスウェーデン軍がアンクラムまで突破し、プロイセンのハインリヒ・フォン・マントイフェル中将を捕虜とした。しかしこれらの成功や、プロイセン軍の注意が主に他の場所へ引き付けられていたことにも拘らず、ランティンクスハウセン中将と指揮下の15,000名の補給は不足しており、補給物資の調達が主な原因となって8月になるまでプロイセンへ進攻できなかった。彼はアウグスティン・エーレンスヴェルト中将の分遣隊をパーゼヴァルクに残し、主力の6,000名を率いてブランデンブルク辺境伯領のプレンツロウ（現在のプレンツラウ）まで前進する。エーレンスヴェルト中将はそこで敵軍の襲撃を受け、勇敢に応戦するも負傷し、指揮権の返上を強いられた。
それから多くの士官が議会に参加するため去って行き、士官が不足した結果、ランティンクスハウセン中将はスウェーデン領ポメラニアへの帰還を余儀なくされ、冬を通して同地に留まったが、プロイセン軍の攻撃を受けることはなかった。その指揮はいかなる期待をも上回るものであったが、ランティンクスハウセン中将は限りない困難に疲れ、1761年6月に職を辞した。彼の後継者、アウグスティン・エーレンスヴェルト中将は7月になるまで7,000名を募り、敵国へ侵攻することができなかった。その進撃を阻もうとするプロイセン軍よりも優勢であったにも拘らず、遠方まで前進できないほど装備が不足しており、この遠征では小規模な遭遇戦が発生したのみである。9月、彼はコルベルクを1759年から攻囲していたロシア軍を支援するべくヘッセンシュタイン伯フリードリヒ・ヴィルヘルムの指揮下に2個連隊を派遣する。しかしヘッセンシュタイン伯は程なくして撤退を強いられ、10月にはスウェーデンの全軍もスウェーデン領ポメラニアへ帰還した。プロイセン軍がその国境を憂慮し始めた時、彼はヤーコプ・マグヌス・スプレンクトポルテン中佐に軽装部隊（いわゆる「スプレンクトポルテンスカ」）を託してメクレンブルクへ派遣し、あるプロイセン軍の部隊を12月23日、マルヒーンで破った。スプレンクトポルテン中佐はそこで優勢なプロイセン軍に包囲されてしまったが、エーレンスヴェルト中将は突破を果たし、彼を救出した。続いてデ・カーナル少佐の前衛部隊が、道路の封鎖を試みたプロイセン軍を1762年1月2日、ノイカレンで破るとエーレンスヴェルト中将はマルヒーンの町に進駐した。しかし、続いて即座にスウェーデン領ポメラニアへ帰還すると4月7日、自発的に休戦に及ぶ。このリーブニッツ休戦協定は講和まで続いた。

## 結果
スウェーデンでは、この犠牲が大きく無駄な戦争の不人気は、ハット党による政府の統制が退潮し始め、戦争が引き起こした混乱がその1765年の没落へと繋がる財政赤字の原因となったことを意味した。1762年1月の、ロシア皇帝エリザヴェータの薨去はヨーロッパの政治状況の全体を転換する。5月5日に正式化されたロシアとプロイセンの同盟は、ロシアをスウェーデンの同盟国ではなくて敵国とする脅威をもたらした。こうして枢密委員会は5月13日、スウェーデンが単独講和を求めることを決定する。王妃の調停により、スウェーデンはプロイセンとメクレンブルクとの間で5月22日、ハンブルクの和約に調印して敗戦を認めた。プロイセンとスウェーデンは戦争前の原状を回復したのである。